# Okot p'Bitek
Okot p'Bitek (n. 1931 - d. 20 iulie 1982) a fost un scriitor ugandez, una din personlitățile marcante ale literaturii africane.

## Opera
- 1953: White Teeth ("Lak Tar Miyo kinyero wi lobo");
- 1966: Cântecul lui Lawino ("Song of Lawino");
- 1970: Cântecul lui Ocol ("Song of Ocol");
- 1986: Artistul, conducător: eseuri de artă, cultură și valori ("Artist, the Ruler: Essays on Art, Culture and Values").

Inițial, operele sale au fost scrise în limba lwo, ca apoi să fie traduse în engleză.